# Te Encontrar de Novo
Te Encontrar de Novo é um single do músico Vinny, que foi lançado em 2000 para o álbum O Bicho Vai Pegar.
Foi a primeira música não-eletrônica do Vinny a tocar nas rádios.
| “ | "Eu estava seguindo uma linha reta, do que toca nas pistas de dança. Quando ela começou a tocar, as pessoas não sabiam que era eu - o que para mim foi um elogio." | ” |

Em 2008, a música ganhou uma versão acústica, que foi lançada no álbum Vinny - Acústico Circular.